# Тайфунник вануатський
Тайфу́нник вануатський (Pterodroma occulta) — вид буревісникоподібних птахів родини буревісникових (Procellariidae). Цей малодосліджений вид птахів мешкає на південному заході Тихого океану.

## Історія
Перші шість зразків вануатського тайфунника були зібрані поблизу острова Мерелава під час експедиції Вітні в 1927 році і початково були помилково ідентифіковані як тихоокеанські тайфунники. Після чого зразки зберігалися в музейних колекціях протягом наступних 50 років, поки не були переописані Робертом Фаллою як темна морфа макаулійського тайфунника. В 1983 році на узбережжі Нового Південного Уельса був знайдений мертвий птах, пізніше також ідентифікований як вануатський тайфунник. Нарешті, у 2001 році, за результатами молекулярно-філогенетичного дослідження, вануатський тайфунник був описаний як новий вид, а у 2009 році було знайдено також місце його гніздування.

## Опис
Вануатський тайфунник — морський птах середнього розміру, середня довжина якого становить 35,5 см, розмах крил 82 см, вага 300-350 г. Верхня частина голови чорна, лоб, обличчя і шия білі. Спина, крила і хвіст темно-чорнувато-сірі, надхвістя більш темне. Нижня частина тіла переважно біла, груди з боків сірі. Нижні покривні пера крил білі з чорнуватими краями, від згину крила до його середини іде темна смуга, махові пера знизу чорнуваті. Очі темні, дзьоб чорний, лапи жовтувато-сірі.

## Поширення і екологія
Вануатські тафунники гніздяться на острові Вануа-Лава в групі островів Бенкс у Вануату, а за непідтвердженими свідченнями місцевих жителів — також на острові Мерелава. Під час негніздового періоду вони зустрічаються у відкритих водах на південному заході Тихого океану. Вануатські тайфунники ведуть пелагічний спосіб життя, рідко наближуються до суходолу, за винятком гніздування. Вони живляться переважно кальмарами і летючими рибами, яких ловлять з поверхні океану.